# System V

Множество потомков System V

System V (произносится как англ. System five, AT&T UNIX System V) — одна из версий операционной системы Unix, разработанная в AT&T и выпущенная в 1983 году.
Было выпущено четыре основные версии — 1, 2, 3 и 4. Версия System V Release 4 (SVR4) была наиболее удачной и популярной. Многие Unix-подобные системы переняли от неё, например, сценарии инициализации системы — «SysV init scripts» (сценарии, размещаемые в каталоге /etc/init.d) — отвечающие за запуск системы и её выключение, и System V Interface Definition (SVID) — стандарт, описывающий работу системы System V.

## Выпуски

### SVR1
System V Release 1 (SVR1) — первая версия системы, вышедшая в 1983 году, — была основана на System III и UNIX/TS 5.0 от Bell Labs, включала редактор vi и curses из BSD Unix. Работала на машинах DEC VAX. Также была добавлена поддержка межпроцессной коммуникации при помощи сообщений, семафоров и общей памяти.

### SVR2
Вторая версия (Release 2, SVR2) была выпущена в 1984 году, в ней были добавлены командная оболочка и SVID, а также введено понятие «основа для портирования» (porting base) — оригинальная версия, с которой начинались все попытки переноса на другие машины.

### SVR3
В третей версии (Release 3, SVR3), вышедшей в 1987 году, реализованы STREAMS, удалённая файловая система (RFS), разделяемые библиотеки и Transport Layer Interface (TLI). Портом этого выпуска является, в частности, операционная система для рабочих станций Беста Bestix.

### SVR4
System V Release 4.0 была анонсирована 1 ноября 1989 года и выпущена в 1990 году. Это был совместный проект UNIX Systems Laboratories и Sun Microsystems и содержал технологии из:
- SVR3
- 4.3BSD
- Xenix
- SunOS

Новые функции включают:
- Из BSD:
  - поддержка TCP/IP
  - Сокеты
  - UFS
  - Поддержка нескольких групп
  - csh
- Из SunOS:
  - Интерфейс виртуальной файловой системы (заменивший «File System Switch» из System V Release 3)
  - NFS
  - Новая система виртуальной памяти, включающая поддержку отображенных на память файлов
  - Улучшенная система разделяемых библиотек, основанная на модели SunOS 4.x [2]
  - OpenWindows GUI environment
  - External Data Representation (XDR) and ONC RPC
- Из Xenix:
  - Драйверы устройств x86
  - Двоичная совместимость с Xenix (в x86-версии System V)
- Korn shell
- Совместимость с ANSI X3J11 C
- Multi-National Language Support (MNLS)
- Улучшенная поддержка интернационализации
- Двоичный интерфейс приложений (ABI), основанный на Executable and Linkable Format (ELF)
- Поддержка стандартов, таких как POSIX и X/Open

Также в 1990 году появился полный порт SVR4 (так называемый Amiga UNIX, или AMIX), сделанный в корпорации Commodore для семейства персональных компьютеров Amiga.
Позднее исходный код ядра SVR4 был изменён и стал доступен как открытое программное обеспечение в рамках проекта Sun OpenSolaris на условиях лицензии CDDL.

### SVR4.1
В версии 4.1 добавлен асинхронный ввод-вывод.

### SVR4.2 / UnixWare
В выпуск 4.2 (вышедший также под маркой UnixWare) добавлена поддержка файловой системы Veritas, ACL, динамически загружаемые модули ядра и программные потоки (LWP, Light-Weight Process).

### SVR5 / UnixWare 7
В середине 1990-х годов вышел пятый выпуск System V, под торговой маркой SCO UnixWare 7 компанией The SCO Group; исходный код не использовался другими производителями.

### SVR6 (отменён)
SCO объявила, что System V Release 6 будет выпущена в конце 2004 года, предполагалось, что версия будет поддерживать 64-битные системы, однако намеченный выпуск так и не состоялся.